# Laramie Mountains
Laramie Mountains je pohoří v jihovýchodní části Skalnatých hor, na jihovýchodě Wyomingu a severu Colorada, ve Spojených státech amerických. Pohoří tvoří východní hranici Skalnatých hor. Je severním pokračováním pohoří Front Range.
Laramie Mountains je pojmenované po řece Laramie. Zároveň také dalo jméno tzv. laramickému vrásnění, které proběhlo přibližně před 70 milióny lety. Podle tohoto pohoří bylo pojmenováno také geologické souvrství Laramie.

## Geografie a geologie
Většina vrcholů má výšku mezi 2 400 m až 2 900 m. Výjimku tvoří nejvyšší hora pohoří South Bald Mountain (3 354 m) a několik dalších vrcholů, například Laramie Peak (3 133 m).
Laramie Mountains je tvořeno především granitovým pásem z období prekambria.

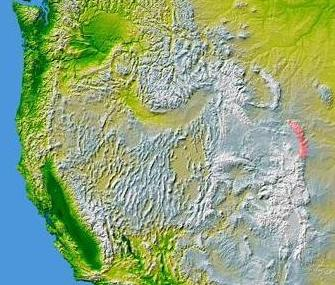
Laramie Mountains